# Mariarosa Schiaffino
Mariarosa Schiaffino (Genova, 2 settembre 1938) è una scrittrice, giornalista e pubblicista italiana.

## Biografia
Mariarosa Schiaffino si laurea nel 1961 in Lettere Moderne presso l'Università degli Studi di Genova con una tesi sul teatro del ‘500 alla corte di Ferrara. Subito dopo si trasferisce a Milano, impiegandosi nella casa editrice Fratelli Fabbri Editori prima come redattrice, poi all'ufficio pubblicità come copywriter. Inizia qui la sua specializzazione nella comunicazione per le vendite per corrispondenza. Alla fine degli anni settanta diventa responsabile del catalogo di vendite librarie per posta di Euroclub, società appena formatasi a Milano, appartenente al Gruppo Bertelsmann, successivamente divenuta Mondolibri.
Collabora fin dalla fondazione nel 1980, divenendone poi socia, con Idealibri, casa editoriale specializzata in libri illustrati, in qualità di direttore editoriale. Pur continuando a esercitare un'attività professionale nel mondo della comunicazione pubblicitaria e del direct marketing, accentua il suo ruolo sul piano della conduzione editoriale, della scrittura e del giornalismo, scrivendo numerosi libri.
Per Idealibri, durante la gestione del fondatore, Mario Sabbieti, crea e conduce personalmente la collana “Piccoli Piaceri”, che coglie un grande successo di lettori e di critica nel corso degli anni ottanta e nei primi anni novanta. Di una quarantina di titoli pubblicati, ne firma cinque da sola, altri con la collaborazione di specialisti, ma tutti nascono dalla sua passione e dal suo severo intervento stilistico. Dopo l'uscita da Idealibri, a seguito del totale passaggio della casa editrice al gruppo Rusconi, continua a scrivere e pubblicare con editori come Alinari, Touring Club Italiano, La Biblioteca, Mondadori Electa, centrando le sue ricerche sulla storia della civiltà alimentare e sulla cultura materiale, svolgendo una intensa collaborazione con numerosi periodici: Grand Gourmet, Vie del gusto, A Tavola, Gardenia, Bell’Italia, Sale e Pepe. È autrice di vari libri promozionali per aziende come Barilla e gruppi come Federlegno.

## Opere
- L'ora del tè. Illustrazioni di Franco Testa, Idealibri, Milano, 1981.
- Elogio della cravatta. In collaborazione con Irvana Malabarba Prefazione di Giovanni Nuvoletti, Idealibri, Milano, 1982.
- Le ore del caffè. Prefazione di Eduardo De Filippo. Illustrazioni di Franco Testa, Idealibri, Milano, 1983,
- Cioccolato e cioccolatini, illustrazioni di Franco Testa, Idealibri, Milano, 1985. Premio Orio Vergani 1986.
- …Ma le calze. In collaborazione con Paolo Lombardi, Idealibri, Milano, 1986.
- O la borsa o la borsetta, Idealibri, Milano, 1986.
- Pasta fresca. In collaborazione con Silvia Tocco, Idealibri, Milano, 1987.
- Fagiolo mio. In collaborazione con Savina Roggero, illustrazioni di V. Solarolo, Idealibri, Milano, 1987.
- In punta di forchetta. In collaborazione con Ingeborg Babitsch, illustrazioni di Franco Testa, Idealibri, Milano, 1988.
- Elogio degli occhiali. In collaborazione con Alberto Conforti, Idealibri, Milano, 1990.
- Un filo d'olio. Illustrazioni di Franco Testa, Idealibri, Milano, 1991.
- Senza macchia … e senza paura. Idealibri, Milano, 1992.
- La tavola, ieri e oggi. In collaborazione con Massimo Alberini, Acanthus edizioni, Milano, 1993.
- Il libraio è quel mestiere, PDE, Firenze 1996.
- Limon limoncello, La Biblioteca editrice, Firenze, 2000.
- Grandi Primi Piatti, La Biblioteca editrice, Firenze, 2001.
- Dizionario enogastronomico della Liguria, Nardini editore, Firenze, 2003.
- AA.VV.Dolceamaro. Storia e storie del cacao e del cioccolato, Alinari, Firenze, 2003.
- AA.VV. Dolce Italia. Storia, immagini, protagonisti dell'industria dolciaria italiana, Alinari, Firenze, 2004.
- Le ricette delle mille verdure, Touring Editore, Milano, 2000.
- Ricevere da maestro, in collaborazione con Monica Sala, Mondadori Electa, Milano, 2007.